# تپه آفین جیمه
تپه آفین جیمه مربوط به هزاره اول قبل از میلاد است و در شهرستان مهدیشهر، روستای رودبارک واقع شده و این اثر در تاریخ ۵ آذر ۱۳۸۰ با شمارهٔ ثبت ۴۴۴۹ به‌عنوان یکی از آثار ملی ایران به ثبت رسیده است.